# Такэсита, Коносукэ
Коносукэ Такэсита (яп. 竹下幸之介, род. 29 мая 1995, Осака) — японский рестлер, в настоящее время выступающий в All Elite Wrestling (AEW) в США, и в DDT Pro-Wrestling (DDT) в Японии. Такэсита был назван новичком года по версии Tokyo Sports в 2013 году и является самым молодым чемпионом KO-D в открытом весе в истории, завоевав титул в свой 21-й день рождения. В DDT он также владел командным чемпионством KO-D, командным чемпионством KO-D среди шести человек и чемпионством железных людей в хеви-металлическом весе. Такэсита подписал контракт с AEW в ноябре 2022 года, после успешного тура по США в начале того же года.

## Личная жизнь
В феврале 2014 года Такэсита был принят в Японский университет спортивной науки. В июне 2014 года он подписал контракт с агентством Oscar Promotion. Его увлечения включают тяжелую атлетику и бодибилдинг. Такэсита заявил, что его целью является участие в летних Олимпийских играх 2020 года в Токио в качестве десятиборца.

## Титулы и достижения
- DDT Pro-Wrestling
  - Чемпион железных людей в хеви-металлическом весе (4 раза)[5]
  - Командный чемпион KO-D среди шести человек (5 раз)[6] — с Антонио Хонда и Тэцуя Эндо (1), Акито и Диего (1), Акито и Сюнма Катсумата (1), Акито и Юки Иино (1), Сюнма Катсумата и Юки Иино (1)
  - Чемпион KO-D в открытом весе (5 раз)[7]
  - Командный Чемпион KO-D (4 раза)[8] — с Тэцуя Эндо (2), Майком Бейли (1) и Сюнма Катсумата (1)
  - KO-D Openweight Championship Challenger Decision Tournament (2017)
  - KO-D Tag Team Championship Tournament (2015) — с Тэцуя Эндо[9]
  - D-Oh Grand Prix (2019, 2021 II)[10][11]
  - King of DDT Tournament (2019, 2021)[12][13]
  - Ultimate Tag League (2021) — с Сюнма Катсумата[14]
- Deadlock Pro-Wrestling
  - Награды DPW (2 раза)[15]
    - Момент года (2022) — Крик «Поехали, мать твою!»
    - Матч года (2022) — пр. Эндрю Эверетта на Believe The Hype
- Japan Indie Awards
  - Награда за лучший поединок (2014) с Тецуя Эндо против Кенни Омеги и Кота Ибуси 28 сентября[16]
  - Награда MVP (2021)[17]
- Pro Wrestling Illustrated
  - № 59 в топ 500 рестлеров в рейтинге PWI 500 в 2022[18]
- Tokyo Sports
  - Награда за боевой дух (2021)[19]
  - Награда для новичков (2013)[20]
- Toshikoshi Puroresu
  - Shuffle Tag Tournament (2015) — с Дайсукэ Сэкимото[21][22]
  - Shuffle Tag Tournament (2017) — с Хидэки Судзуки[23][24]
- Wrestling Observer Newsletter
  - Самый недооценённый (2022)
- Другие достижения
  - Differ Cup (2017) — с Юки Уэно[25]